# Boslar
Boslar is een plaats in de Duitse gemeente Linnich, deelstaat Noordrijn-Westfalen, en telt 873 inwoners (2005).